# Chiesa di San Nicolò (Cividate al Piano)
La chiesa di San Nicolò è la parrocchiale di Cividate al Piano in provincia e diocesi di Bergamo; fa parte del vicariato di Ghisalba-Romano.

## Storia
La chiesa intitolata a san Nicolò, dovrebbe essere presente sul territorio di Cividale al Piano già dal XII secolo come oratorio del castello, ed elevata a parrocchiale nel Trecento perché l'antica parrocchiale di san Martino era troppo distante dal borgo.

Nel corso della battaglia di Cortenuova del Duecento, la chiesa fu distrutta da un incendio dai bergamaschi, venendo poi ricostruita in stile tardo gotico. Indicata il 27 aprile 1544 nella bolla pontificia di papa Paolo III, bolla firmata anche da A. De Castello e Jo Barengo, che concedeva ai vicini il juspatronato sulla chiesa con il diritto di nominare il parroco e il cappellano ocon uno stipendio di 250 lire, avrebbero però dovuto provvedere al restauro di parti della chiesa che si presentava ammalorata.
Il 6 ottobre 1575 la chiesa fu visitata da san Carlo Borromeo arcivescovo di Milano, dagli atti si desume che vi erano tre altari e in prossimità vi era una cappella di San Rocco edificata nel 1528 quale voto per la peste. La chiesa fu ricostruita e ammodernata con inizio lavori nel 1726 con l'aggiunta di due navate più piccole, venendo per l'ampliamento distrutto l'oratorio di san Rocco. Un0epigrafe posta all'esterno ricorda la ricostruzione:  "COMUNITAS 1726" e a destra "COMUNITAS 1745".
Il presbiterio realizzato per volontà di don Vezzoli con pianta ellittica nel 1889, portando il vecchio a divenire elemento dell'aula, mentre la facciata fu completata solo nel 1942.
La seconda metà del Novecento vide la chiesa oggetto di lavori di restauro e ammodernamento, con rifacimento della copertura e della parti interne.
Con decreto del 27 maggio 1979 di Giulio Oggioni la chiesa è stata inserita nel vicariato di Ghisalba-Romano.

## Descrizione

### Esterno
L'edificio di culto anticipato dal sagrato che lo separa dall'assetto stradale, presenta una facciata a salienti divisa in tre ordini. La parte inferiore è tripartita da coppie di lesene complete di basamento in marmo di Zandobbio e capitelli corinzi in stucco, queste reggono la cornice marcapiano, Nella sezione superiore proseguono le lesene terminanti con la cornice che segue il muro rampante delimitato da struttura a forma di pigne. Le lesene centrali terminano reggono il timpano sagomato.
L'ingresso principale con portale in marmo di Zandobbio e timpano spezzato conserva nella nicchia centrale la statua di san Nicola titolare della chiesa. La trave riporta la datazione del 1728. Laterali quattro nicchie con le statue dei quattro evangelisti Luca, Marco, Giovanni e Matteo opera di Sante Calegari il Vecchio nel 1716.

### Interno
L'interno della chiesa a tre navate divise da semicolonne in stucco decorate in finto marmo, complete di zoccolatura e capitelli d'ordine corinzio si divide in cinque campate.
Dalla prima campata si accede alla cappella intitolata alla Vergine Immacolata che riporta l'epigrafe: "HANC AEDEM / DANIEL MARTINELLI CURIO PER ALOJSIUM ANGELINI ARCHITECTUM FIRMUM TARAGNI GUIDUM ZANETTI ALBERTUM MERIGLIANI JOANNEM CAVALLERI DECORANDI PINGENDIVE ARTIFICES AERE COLLATO / IN EXORNATAM SPLENDIRIOREMQUE FORMAM REDIGENDAM CURAVIT A. MCMXXV". La terza della navata di destra ha la cappella dedicata al Santissimo Cuore di Gesù delimitata da due balaustre. L'altare in stile neoclassico in marmi policromi conserva la statua marmorea del Sacro Cuore. Lateralmente vi sono gli affreschi in cornice stuccata raffigurante Gesù nell'orto degli olivi. Corrispondente in quella di sinistra intitolata alla Madonna del Rosario vi è l'alare barocco con tarsi di marmo. Nell'ancora in marmo completa di colonne a tutto tondo vi è conservata la statua della Madonna, dipinti a fresco con la raffigurazione di san Domenico e dello sposalizio di Maria Vergine completano la cappella.
La quarta campata a destra è poco profonda completa dell'altare dedicato alla Madonna e ai santi Carlo, Sebastiano, Antonio abate, Lucia e angelo custode. Nella mensa vi sono sigillate le reliquie dei santi. Corrispondente a sinistra la cappella dell'Addolorata son i santi Rocco, Francesco e Vittore. L'altare marmoreo è completo di ancona del XVII secolo in legno dorato.
La zona presbiteriale presenta nella prima parte quello che era l'antico presbiterio a pianta ellittica dove si conserva l'altare maggiore in marmo nero intarsiato. Quattro cariatidi completano il paliotto e il tabernacolo presenta angioletti che reggono la tribuna a forma di tempi terminante con il Cristo Risorto. La parteè completa lateralmente delle tele raffiguranti la Madonna che intercede per i papi Cleto e Marcello a destra e a sinistra del Suffragio. Il coro ligneo composto da ventitre stalli dipinti ognuno con l'immagine di un santo e della santissima Trinità nella parte centrale, a completamento della parte la tela raffigurante il miracolo di san Nicolò.